# Estádio dos Trabalhadores
O Estádio dos Trabalhadores é um estádio multiuso localizado no distrito de Chaoyang, nordeste de Pequim, China. É usado principalmente para partidas de futebol.
O estádio foi construído em 1959 e reformado em 2004. O estádio foi a sede principal nos Jogos Asiáticos de 1990, no qual sediou as cerimônias de abertura e de encerramento. Algumas partidas do clube de futebol Beijing Guo'an também acontecem no estádio. Para os Jogos Olímpicos de Verão de 2008, o Estádio dos Trabalhadores sediou partidas das fases quartas-de-final e semifinal dos torneios de futebol.

## Detalhes da obra
- Tipo: Revolucionário
- Assentos: 60.000 (todos fixos)
- Área total: 44.800 m²
- Início da obra: 18 de abril de 2006
- Fim da obra: Segundo semestre de 2007